# جيلو بيافرا
جيلو بيافرا (بالإنجليزية: Jello Biafra) (و. 1958 – م) هو مغن، وممثل، وناشط حقوق الإنسان من الولايات المتحدة الأمريكية ولد في بولدر، كولورادو.

## روابط خارجية
- جيلو بيافرا على موقع IMDb (الإنجليزية)
- جيلو بيافرا على موقع ألو سيني (الفرنسية)
- جيلو بيافرا على موقع ميوزك برينز (الإنجليزية)
- جيلو بيافرا على موقع ميوزك برينز (الإنجليزية)
- جيلو بيافرا على موقع أول موفي (الإنجليزية)
- جيلو بيافرا على موقع إن إن دي بي (الإنجليزية)
- جيلو بيافرا على موقع أول ميوزيك (الإنجليزية)
- جيلو بيافرا على موقع ديسكوغز (الإنجليزية)
- جيلو بيافرا على موقع قاعدة بيانات الفيلم (الإنجليزية)
- جيلو بيافرا على موقع كينوبويسك (الروسية)